# Swoodoo
Swoodoo (Eigenschreibweise: SWOODOO) ist eine Metasuchmaschine für Flüge. Die Grundfunktion der Website ist ein Preisvergleich mit verschiedenen Filteroptionen. Ursprünglich wurde der Service als Flugsupermarkt in Deutschland eingeführt. Inzwischen bietet das Unternehmen auch Suchmöglichkeiten für Hotels, Mietwagen und Pauschalreisen. Swoodoo ist in Deutschland, Österreich und der Schweiz verfügbar. Die Webseite zeigt Angebote unterschiedlicher Anbieter, dazu gehören Online-Reisebüros und Fluggesellschaften.
Swoodoo bietet seit 2010 auch mobile Apps für iOS und Android.

## Geschichte
Die Idee zu Swoodoo entstand erstmals im Jahr 2004 und noch im gleichen Jahr wurde das Unternehmen gegründet. Im November 2006 ging die erste Betaversion von Swoodoo online und im März 2007 folgte dann die offizielle Markteinführung. Bereits in 2009 und noch vor der Akquise durch Kayak in 2010 hatte Swoodoo eine eigene Hotelsuchmaschine eingeführt und auch im weiteren Zeitverlauf wurden Produkterweiterungen realisiert.
Swoodoo gehört seit 2010 zu Kayak. Kayak hat weltweit über 900 Mitarbeiter an 12 Standorten. Der europäische Hauptsitz des Unternehmens befindet sich in Zürich. Kayak ist Teil von Booking Holdings Inc.